# Сенбернар
Сенберна́р (фр. Saint-bernard, нем. Bernhardiner) — порода собак. Различают две разновидности: короткошёрстную и длинношёрстную. Происходит от азиатских догообразных собак (мастифов Тибета), которых завозили в Европу и скрещивали с местными собаками.

## История
Название «сенбернар» (фр. Chien du Saint-Bernard — собака святого Бернара) — произошло от монастыря святого Бернара в Швейцарских Альпах. В XI веке монах Бернар из Ментона основал приют для путешественников, который, как и тропа, был назван его именем. Это же имя было присвоено местной породе собак. Участок был расположен на перевале Большой Сен-Бернар на высоте порядка 2472 м — в одном из самых высоких в то время населенных мест Европы. Он был трудным и опасным для путешественников из-за лавин, сильных ветров, крутых горных переходов и грабителей.

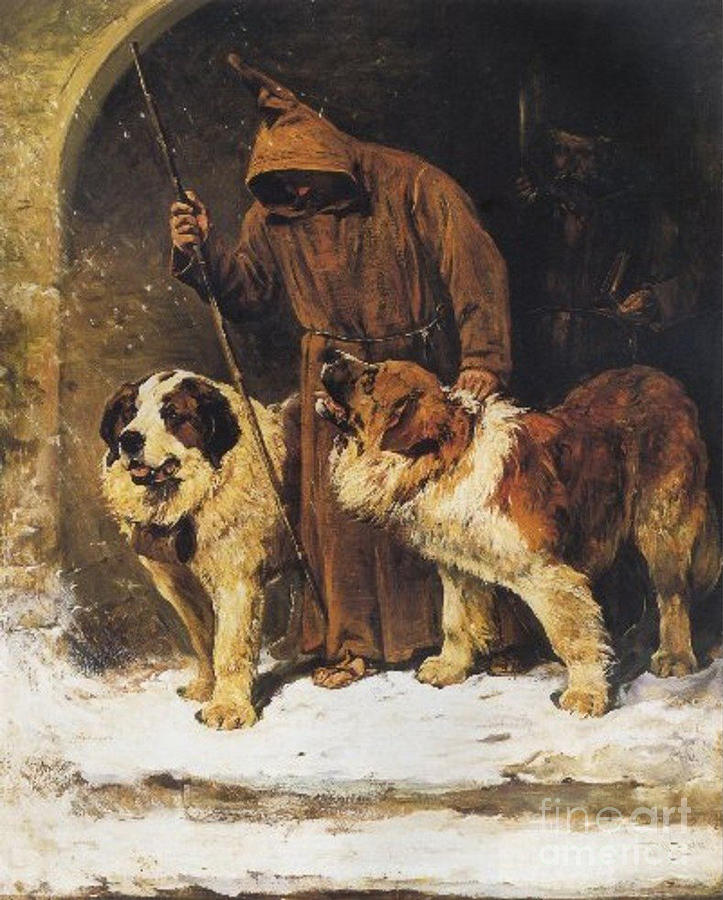
На спасение, картина Джона Эмса. К ошейникам собак прикреплены бочонки с бренди, которое, по легенде, использовалось для того, чтобы спасаемые могли согреться до прибытия помощи

В XVII веке монахи решили использовать собак для спасения людей, пострадавших от лавин. Толстая шкура надёжно защищала собак от льда и снега, а их необычайный нюх позволял находить пострадавших, погребённых под снежными лавинами, и засыпанных буранами. Собаки сопровождали монахов в долину, и их способность чувствовать приближение лавин часто спасала путникам жизнь.
В то время сенбернары по внешнему виду отличались от сегодняшних. Они были менее массивными и потому отличались большой подвижностью. Самым знаменитым сенбернаром был Барри (первоначально порода носила название «барри» — искаженное от немецкого Bären, «медведи»), который в период с 1800 по 1812 год спас жизни сорока человек.
Однажды Барри спас маленького мальчика и нёс его на себе в монастырь пять километров, по глубокому снегу.
Разведение чистой породы началось в конце XIX века.
Даже в начале 1970-х годов в Швейцарии собаку-сенбернара использовали для доставки почты в один из сложнодоступных горных районов.
В связи с увеличением стоимости приобретения и содержания сенбернаров в начале 1980-х годов учёные Кембриджского университета предложили использовать для поиска занесённых снегом людей специально обученных свиней.
Сейчас используются в качестве сторожевых и сопровождающих собак.

## Описание
Сенбернар — очень крепкая, крупная собака, высота в холке, в соответствии со стандартом породы, у кобелей не менее 70 см, а сук — не менее 65.
Голова у сенбернаров крупная и широкая. Лоб выпуклый, слегка покрытый морщинами. Переход ото лба к морде явно выражен. Верхние губы отвисают. Зубы крепкие, полный комплект. Глаза темно-коричневые, не очень большие, немного впалые, расположенные достаточно близко к переносице. Уши средней величины, свисают по бокам головы. Шея сильная, с большим воротником.
Шерсть средней длины, блестящая, имеется густой подшерсток. Окрас: рыжий с белыми отметинами или белый с рыжими отметинами, причем оттенок рыжего допускается любой.
Средняя продолжительность жизни сенбернаров — 8—10 лет.

## Характер собак
Сенбернары — преданные и очень послушные собаки. Они любят людей, а с детьми обращаются очень бережно и аккуратно. Есть один недостаток, с которым достаточно трудно справиться — сенбернары не очень любят маленьких собак. Но если щенки выращиваются вместе, то в дальнейшем есть надежда, что жить они будут дружно.
Раньше сенбернары использовались в целях спасения людей, которые попадали в лавины (до того как «сенбернары» стали трудиться спасателями, их активно использовали монахи из приюта Св. Бернара на Большом перевале в Альпах — горном маршруте, соединяющем Швейцарию и Италию. Собаки таскали на себе провизию — крупные размеры и покладистый нрав делали их прекрасными вьючными животными). Их и сейчас можно увидеть работающими на снежных склонах. Лучше всего эти собаки живут в частных домах, где можно предоставить им свободный выгул, в городских квартирах эти собаки чувствуют себя гораздо хуже, в этом случае им необходимо предоставлять достаточное количество времени для прогулок.
В жаркое время наблюдается обильное выделение слюны.
Шерсть длинношерстного сенбернара необходимо регулярно расчесывать и чистить специальной щеткой.
Быстрое увеличение роста и массы сенбернаров может привести к серьёзному ухудшению состояния их костей, если они не получают подходящее питание и тренировки.